# 维色
维色（藏語：འོད་ཟེར་，威利转写：'od zer，藏语拼音：Oiser，1960年12月—），男，藏族，西藏拉萨人，中华人民共和国政治人物，现任西藏自治区人大常委会副主任，曾任西藏自治区监察厅厅长，第十一届全国人民代表大会西藏地区代表。

## 生平
毕业于重庆大学机械工程系机械制造工艺设备专业。2008年起担任全国人大代表。